# Suðurnesjabær
Suðurnesjabær és un municipi d'Islàndia, a la regió de Suðurnes. Té una extensió de 82,46 km² i una població de 4.091 habitants a primer de gener de 2025.
El municipi va ser creat el 10 de juny de gener de 2018 mitjançant la fusió dels antics municipis de Garðs i Sandgerðisbæjar. Els resident van escollir el nom definitiu al novembre del mateix any.
Les principals poblacions del municipi són Garður i Sandgerði.

## Infraestructures
Dins el terme municipal s'ubica l'aeroport Internacional de Keflavik, el més gran d'Islàndia i el principal per al transport internacional.